# Murenhof

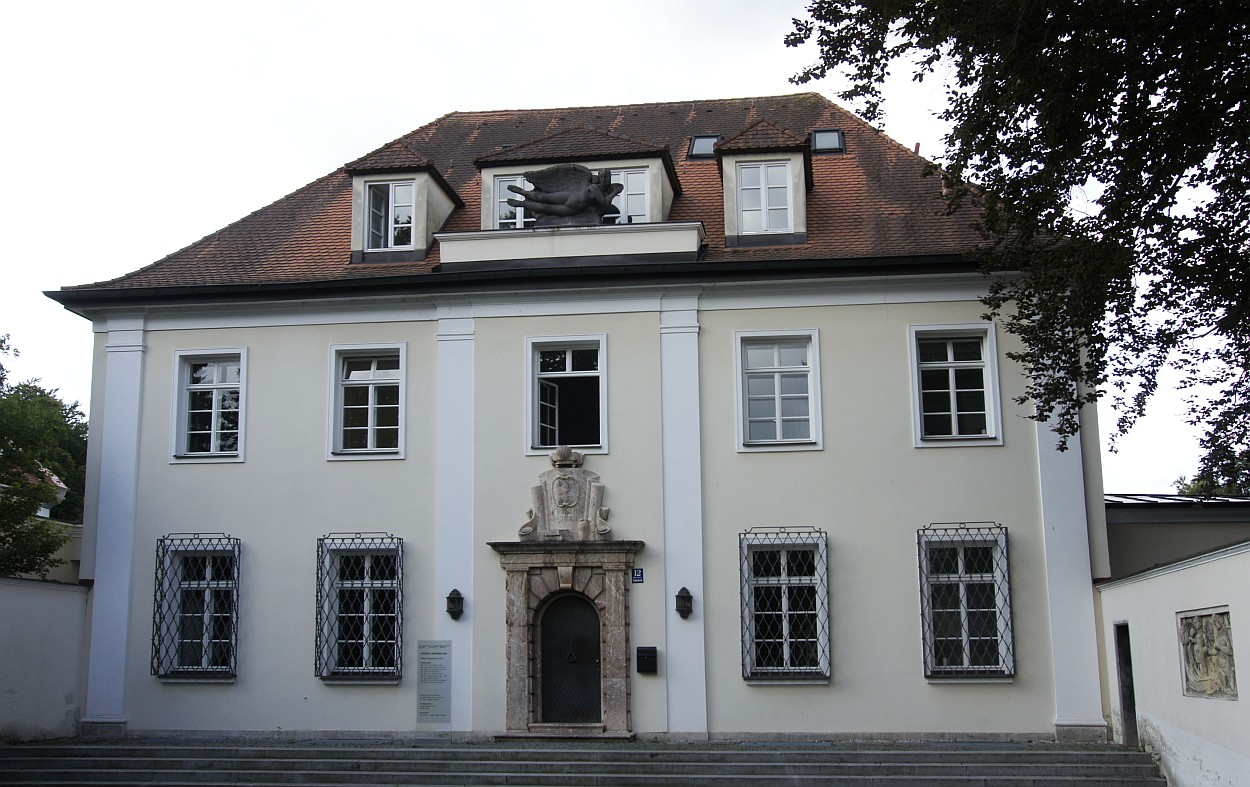
Murenhof (Nordfassade)

Der Murenhof ist eine schlossartige, neuklassizistische Villa in München, die als Baudenkmal in die Bayerische Denkmalliste eingetragen ist.

## Lage
Der Murenhof liegt in dem Münchner Stadtteil Solln im Stadtbezirk 19 Thalkirchen-Obersendling-Forstenried-Fürstenried-Solln. Die Postadresse ist Sohnckestraße 12, die Straße ist nach dem Physiker Leonhard Sohncke benannt.

## Geschichte
Das Haus wurde 1921 von dem Münchner Architekten und Bauunternehmer Karl Stöhr als Unternehmervilla erbaut, die Architektur war ursprünglich neobarock. 1930 erwarb es der an der Ludwig-Maximilians-Universität München lehrende Hals-Nasen-Ohren-Arzt Wilhelm Brünings, der die Villa 1931–1932 in eine Privatklinik umbauen ließ. Bei diesem Umbau durch den Architekten Roderich Fick erhielt das Haus sein neoklassizistisches Äußeres.
Nach Brünings Tod (1958) erwarb der Hals-Nasen-Ohren-Arzt Gerhard Wolfram die Klinik und ließ sie durch einen dem Stil des Hauptgebäudes nachempfundenes Nebengebäude an der Irmgardstraße erweitern. Hauptgebäude und Nebengebäude wurden durch einen eingeschossigen Flachbau miteinander verbunden, das Hauptgebäude erhielt auf seiner Westseite ebenfalls einen eingeschossigen Anbau.
1987/1988 wurde der Gebäudekomplex in eine Büroanlage umgebaut. In dem an der Linastraße liegenden südlichen Teil des ursprünglichen Gartens der Villa wurden 2000/2001 mehrgeschossige Wohnhäuser errichtet. Seit 2006 ist die Villa Sitz einer Patentanwaltskanzlei.

## Beschreibung
Der Murenhof ist ein zweigeschossiges Gebäude mit einem Walmdach. Die Räume im Erdgeschoss sind auf drei Seiten um einen großen Zentralraum gruppiert, der sich ursprünglich in einer offenen Säulenhalle, jetzt mit fast über die gesamte Raumhöhe reichenden Fenstern zum Garten hin öffnet.
Die Hauptfassade hat fünf Fensterachsen, in der Mitte führt eine Freitreppe zu einer bronzebeschlagenen Eingangstüre. Über den drei mittleren Fensterachsen befinden sich Dachgauben, die mittlere ist erheblich breiter als die beiden anderen, vor ihr ist auf einer Brüstung die Steinstatue eines liegenden Engels angebracht.
Der Vorhof der Villa ist mit Kopfsteinpflaster unterschiedlicher Tönung ornamental gepflastert, an der rechten Seitenwand befindet sich ein Steinrelief, während an der linken, jetzt nur noch als einzelner Mauervorsprung stehenden Seitenwand noch das ursprüngliche bronzebeschlagene Garagentor erhalten ist.